# Drag king
Drag king er for det meste kvindelige performancekunstnere, der klæder sig i maskulint tøj og personificerer mandlige kønsstereotyper, som en del af en individuel eller gruppe-rutine.